# Municipio de West Bloomfield
El municipio de West Bloomfield (en inglés: West Bloomfield Township) es un municipio ubicado en el condado de Oakland en el estado estadounidense de Míchigan. En el año 2010 tenía una población de 64690 habitantes y una densidad poblacional de 798,78 personas por km².. Es considerado como uno de los más afluentes municipios de EE. UU.

## Geografía
El municipio de West Bloomfield se encuentra ubicado en las coordenadas 42°34′9″N 83°23′15″O / 42.56917, -83.38750. Según la Oficina del Censo de los Estados Unidos, el municipio tiene una superficie total de 80.99 km², de la cual 69.95 km² corresponden a tierra firme y (13.63%) 11.04 km² es agua.

## Demografía
Según el censo de 2010, había 64690 personas residiendo en el municipio de West Bloomfield. La densidad de población era de 798,78 hab./km². De los 64690 habitantes, el municipio de West Bloomfield estaba compuesto por el 77.64% blancos, el 11.43% eran afroamericanos, el 0.11% eran amerindios, el 8.38% eran asiáticos, el 0.01% eran isleños del Pacífico, el 0.39% eran de otras razas y el 2.04% pertenecían a dos o más razas. Del total de la población el 1.61% eran hispanos o latinos de cualquier raza.

## Economía
En el área Metropolitana de Detroit, es conocida por sus residencias grandes, numerosos lagos y colinas. West Bloomfield fue nombrada como el número 37 en la publicación Money de las 100 principales ciudades medianas. West Bloomfield es también número 6 en la lista de las 100 poblaciones con más ganancias en poblaciones de más de 50,000 personas.

## Educación
Las Walled Lake Consolidated Schools sirve una sección del municipio.
El Distrito Escolar de Pontiac sirve una sección del municipio.